# Ichijō Fuyuyoshi
Ichijō Fuyuyoshi (一条 冬良, né le 29 juillet 1465, mort le 21 avril 1514), fils du régent Ichijō Kaneyoshi, est un noble de cour japonais (kugyō) de l'époque de Muromachi (1336-1573). Il exerce la fonction de régent kampaku à deux reprises, de 1488 à 1493 pour l'empereur Go-Tsuchimikado et à nouveau de 1497 à 1501 pour les empereurs Go-Tsuchimikado et Go-Kashiwabara. Il adopte pour fils Ichijō Fusamichi qui est aussi le mari de sa fille.